# Extras
Extras é uma série britânica de humor televisivo. Foi transmitida pela primeira vez em 21 de Julho de 2005, pelas redes de televisão BBC e HBO. A série foi criada e dirigida por Ricky Gervais e Stephen Merchant, após o sucesso de The Office, esta série tem um lado mais tradicional do que o estilo mockumentary usado por Gervais e Merchant. Cada episódio tem pelo menos um ator convidado, uma celebridade de televisão ou cinema. 

## Elenco

### Elenco Principal
- Ricky Gervais - Andy Millman
- Ashley Jensen - Maggie Jacobs
- Stephen Merchant - Darren Lamb
- Shaun Williamson - Barry
- Shaun Pye - Greg Lindley-Jones